# Клеце (Подкарпатское воеводство)

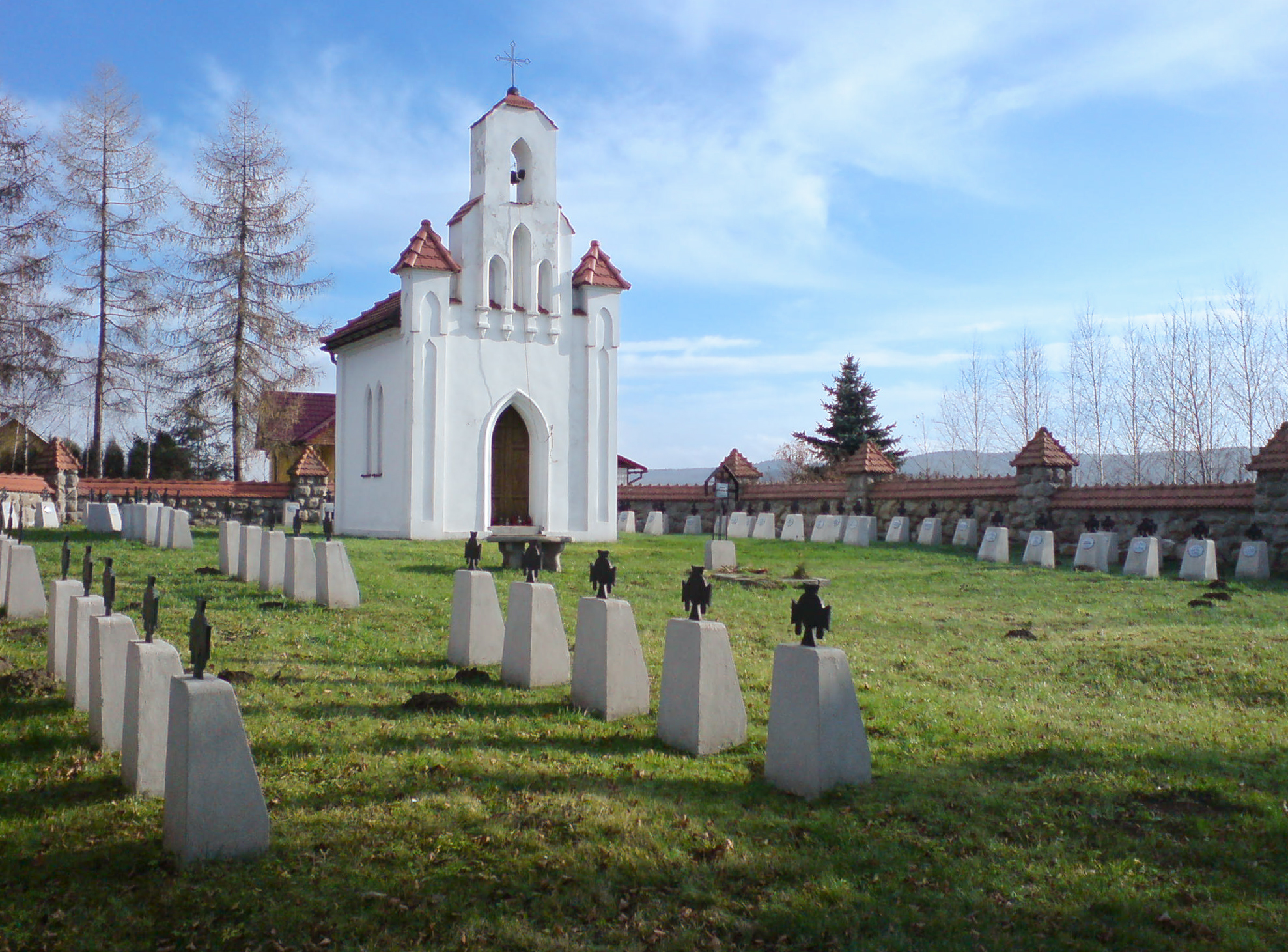
Воинское кладбище № 220, Клеце, Польша

Кле́це (пол.  Klecie) — село в Польше в гмине Бжостек Дембицкого повета Подкарпатского воеводства.

## География
Село находится в 4 км от административного центра гмины города Бжостек, в 23 км от административного центра повета города Дембица и в 48 км от города Жешув.

## История
Первое упоминание о селе относится к 1123 году. Папский легат в мае 1123 года получил разрешение Болеслава Кривоустового построить бенедиктинский монастырь возле села Тынец. Среди предлагаемых мест строительства аббатства также упоминалось село Клеце. В XII веке бенедиктинцы построили в Клеце церковь святого Леонарда, которая прославилась многими чудесами. Польский хронист Ян Длугош упоминает Клеце как место паломничества, куда прибывали паломники со всей Польши, Литвы и Венгрии. В 1288 году село принадлежало шляхетскому роду Лешека Чарного.
В 1345 году Клеце перешло во владение польского короля Казимира Великого. В 1353 году Казимир Великий подарил Клеце шляхетскому роду Ивоня из Горая, который до конца XVII века имел в Клеце своё родовое гнездо. В 1360 году Клеце получил статус города, который был отменён в XVIII веке.

## Достопримечательности
- Воинское кладбище № 220 — воинское захоронение времён Первой мировой войны. Памятник культуры Подкарпатского воеводства.
- Воинское кладбище № 221 — Памятник культуры Подкарпатского воеводства.
- Часовня 1890 года.